# Tres amics, les seves dones i els altres
 Tres amics, les seves dones i els altres  (títol original:Vincent, François, Paul... et les autres ) és una pel·lícula franco-italiana dirigida per Claude Sautet, estrenada el 1974. Ha estat doblada al català.

## Argument
Vells amics, Vincent, François, Paul –respectivament cap d'empresa, metge i escriptor– tots en els cinquanta, es troben regularment amb altres, entre els quals el jove boxejador Jean, per beure, menjar, o per passar caps de setmana al camp discutint junts. Travessen tots més o menys un mal moment sentimental o professional. Vincent per exemple, que va ser un dels més forts d'ells, acusa difícilment el cop des que la seva dona Catherine l'ha deixat; ha de fer front igualment a dificultats financeres al si de la seva empresa. I és justament de resultes d'un problema cardíac viscut sobtadament per Vincent que tots al voltant d'ell s'adonaran a poc a poc de la relativitat dels seus problemes personals.

## Repartiment
- Yves Montand: Vincent
- Michel Piccoli: François
- Serge Reggiani: Paul
- Gérard Depardieu: Jean Lavallée
- Stéphane Audran: Catherine, la dona de Vincent
- Marie Dubois: Lucie, la dona de François
- Umberto Orsini: Jacques
- Ludmila Mikaël: Marie, la jove amiga de Vincent
- Antonella Lualdi: Julia, la dona de Paul
- Catherine Allégret: Colette, L'amant de Jean
- Betty Beckers: Myriam
- Yves Gabrielli: Michel
- Jean Capel: Jamain
- Mohamed Galoul: Jo Catano
- Jacques Richard: Armand
- David Tonelli: Marco
- Nicolas Vogel: Clovis
- Jean-Denis Robert: Pierre
- Myriam Boyer: Laurence
- Daniel Lecourtois: Georges
- Pierre Maguelon: Farina
- Maurice Auzel: Simon
- Maurice Travail: el comptable de Vincent
- Jean Lagache: l'adjunt de Becaru
- Marcel Portier: el pare de Jean
- Ermanno Casanova: l'amo del restaurant
- Henri Coutet: André
- Carlo Nell: el speaker

## Premis
- Premi Jean Cocteau 1974
- Premi a la millor pel·lícula en el Festival de Teheran 1974